# Bdeogale nigripes
 (janvier 2013).
Espèce
Statut de conservation UICN

 LC  : Préoccupation mineure
La mangouste à pattes noires (Bdeogale nigripes) est une espèce de mangouste décrite par Jacques Pucheran en 1855. Elle fait partie du genre Bdeogale.

## Description
La mangouste à pattes noires est grande et puissante, elle a une tête massive et un nez assez large. Elle a de petits yeux, de petites oreilles arrondies et des pattes robustes. Elle a les pattes postérieures un peu plus longue que les pattes antérieures avec 4 doigts, en effet, elle n'a ni de pouce ni de gros orteil. Elle a des griffes puissantes de la même longueur. Elle a une mâchoire puissante muni de 40 dents. Elle est recouverte d'un pelage court et dense, les poils de sa queue sont assez long. Elle a la tête et la gorge gris blanc et elle a le reste du dessus gris brunâtre clair à gris blanc finement moucheté, elle a le haut de la poitrine jusqu'au début du ventre et la face interne des pattes brun noir et le bas du ventre et la queue gris blanc à blanc.

## Dimensions
Hauteur: 55 à 65 cm debout (sans la queue) Queue: 35 à 40 cm Envergure: 20 cm Poids: DD, données insuffisante

## Répartition
Fôrets pluviales du Nigeria (à l'Est de la rivière Cross) jusqu'au Nord Est du Zaïre et au Nord de l'Angola. Pour (jacksoni) Sud Ouest du Kenya

## Habitat
Fôrets pluviales, en montagnes jusqu'à 2 000 m. Pour dormir ils empruntent un terrier inutilisé.

## Mœurs sociales
Ils sont soit solitaires, soit en couple.

## Activité
Ils sont nocturne.

## Cris
Comme presque toutes les mangoustes, la mangouste à pattes noires pousse des aboiements.

## Alimentation
Elle mange de petits animaux et des fruits.

## Maturité sexuelle
À 6 mois. Mais en général 1 petit par portée. 3 portée chaque ans. Temps de gestation inconnu.

## Longévité
11 ans en captivité. DD, données insuffisante en nature.